# الحرير (فلم)
يحكي الفلم رجل متزوج يعمل في مجال دود القز والحرير، يسافر إلى اليابان من أجل أن يورد لبلدته (فرنسا) سلالة من دود القز من أجل تربيتها هناك، بعدما قضى مرض أفريقى على كل الأنواع من دود القز هناك، ولكنه يقع في براثن امرأة تراه ساحرا وتريد امتلاكه بغض النظر عن أي شيء وأية اعتبارات أخرى.

## روابط خارجية
- مقالات تستعمل روابط فنية بلا صلة مع ويكي بيانات